# Phlegmariurus pearcei
Phlegmariurus pearcei är en lummerväxtart som först beskrevs av Bak., och fick sitt nu gällande namn av B. Øllg. Phlegmariurus pearcei ingår i släktet Phlegmariurus och familjen lummerväxter. Inga underarter finns listade i Catalogue of Life.